# 法光寺 (さいたま市)
法光寺（ほうこうじ）は、埼玉県さいたま市西区西大宮四丁目にある日蓮宗の寺院。山号は照賑山。旧本山は身延山久遠寺、潮師法縁。境内には法光寺のシイノキ（さいたま市指定文化財）がある。

## 歴史
- 法光院殿照田日賑（修理大夫忠定、山内豊前守家臣。寛永2年（1625年）没）を開基として日宥（寛永12年（1635年）没）を開山に創建。

## 境内
- 本堂
- 山門
- 鐘楼　梵鐘は寛文2年（1662年）鋳造のものが太平洋戦争の金属供出で失われた。
- 法光寺のシイノキ - 高さ15メートル、胸高周囲4.53メートル、根回り7.4メートルの古木（さいたま市天然記念物）[3]

## 参考資料
- 日蓮宗寺院大鑑編集委員会『宗祖第七百遠忌記念出版 日蓮宗寺院大鑑』大本山池上本門寺 (1981年)
- さいたま市文化財調査報告書 第11集
- 「木下村 法光寺」『新編武蔵風土記稿』 巻ノ152足立郡ノ18、内務省地理局、1884年6月。NDLJP:764000/38。